# Rorippa hybosperma
Rorippa hybosperma är en korsblommig växtart som först beskrevs av Otto Eugen Schulz, och fick sitt nu gällande namn av Bengt Edvard Jonsell. Rorippa hybosperma ingår i släktet fränen, och familjen korsblommiga växter. Inga underarter finns listade i Catalogue of Life.